# Хосоно Масабумі
Масабумі Хосоно  (яп. 細野 正文 Хосоно Масабумі, 15 жовтня 1870 — 14 березня 1939)  — японський залізничний службовець, пасажир другого класу, який врятувався під час катастрофи «Титаніка». На батьківщині в Японії він зазнав остракізму за те, що врятував себе, а не залишився на кораблі який тонув.

## Біографія

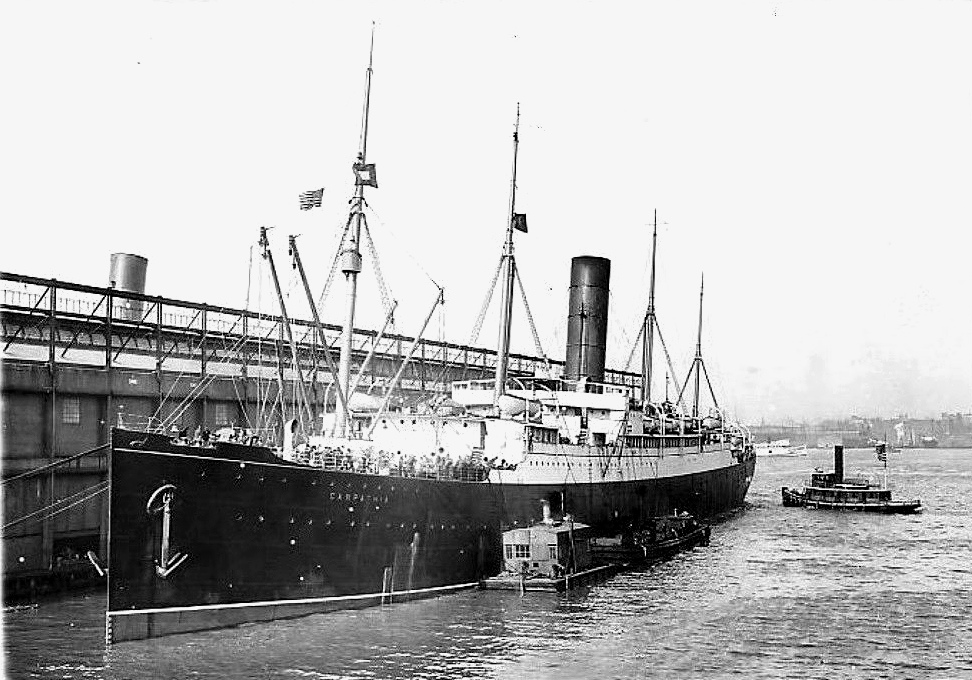
«Карпатія» у Нью-Йорку з пасажирами "Титаніка", що врятувалися

Сорокарічний державний службовець Хосоно працював у японському міністерстві транспорту і в 1910 році був направлений до Російської імперії для ознайомлення з роботою системи місцевого державного залізничного транспорту. У Японію Хосоно повертався через Європу та Америку. На деякий час він зупинився в Лондоні, потім у Саутгемптоні 10 квітня 1912 піднявся на борт «Титаніка» квитком другого класу. У ніч із 14 на 15 квітня Масабумі Хосоно був розбуджений стюардом, який повідомив йому про евакуацію з корабля. З каюти другого класу японець не міг потрапити до рятувальних шлюпок, тому стюард запропонував йому пройти на палубу третього класу. У драматичній ситуації, коли місця в шлюпках насамперед надавалися жінкам і дітям, Хосоно все ж таки зумів сісти в шлюпку № 10 (за іншими даними — в шлюпку № 13  ). Приблизно о 8 часов ранку 15 квітня пасажирів цієї шлюпки було врятовано командою пароплава «Карпатія». Ще в курильному салоні на пароплаві Масабумі Хосоно відчув негативне ставлення до нього моряків. Тут же на фірмових паперових бланках «Титаніка» він почав писати листа дружині, розповідаючи про катастрофу та порятунок на борту «Карпатії», поки пароплав рухався до Нью-Йорка .
Прибувши до Нью-Йорка, японець, який все втратив під час аварії, прийшов до нью-йоркського офісу компанії Mitsui і попросив допомоги, щоб повернутися до Японії. Йому було надано підтримку, і з Сан-Франциско Хосоно відплив до Токіо . Поки Хосоно перебував у США, місцеві газети багато писали про нього, називаючи «удачливим японським хлопцем» (англ. Lucky Japanese Boy). У Японії Масабумі Хосоно також став об'єктом уваги преси та громадськості, але з відтінком критики; його навіть обізвали боягузом через відсутність самурайського духу. А деякі газети повідомляли, що він проник на шлюпку, переодягнувшись жінкою. Він був звільнений з міністерства транспорту, але незабаром був відновлений на посаді, оскільки уряд вважав за потрібне не слідувати чуткам і не втрачати хорошого співробітника. Все це не могло не вплинути на стан духу і здоров'я Хосоно. Він помер 14 березня 1939 року, і його сім'я вважала, що суспільний осуд став однією з причин його смерті. Вже після його смерті, на підставі спогадів самого Хосоно та інших пасажирів, його сини робили спроби реабілітації батька.
Його онук - відомий японський композитор та електронний музикант Харуомі Хосоно  .
У квітні 2014 року, в річницю загибелі «Титаніка», в Йокогамі відкрилася виставка, присвячена Масабумі Хосоно, єдиному японцю, який був на борту «Титаніка»   .
За спогадами Шарлотти Коллієра японця витягли в шлюпку з води, вже після затоплення Титаніка. Він лежав на відірваних дверях, прив'язавши себе до ручок з обох боків, і кожна хвиля перекочувалася через нього. Офіцер Лоу, який командував шлюпкою, спочатку сумнівався, чи його рятувати, бо той не подавав ознак життя. Однак у шлюпці японець швидко прийшов до тями і навіть замінив одного з веслярів наполегливо працюючи весь час, поки вранці їх не підняли на Карпатію.